# Pachon Navarro
Der Pachon Navarro ist ein spanischer Jagdhund vom Brackentyp, der nicht von der FCI anerkannt ist, jedoch von der spanischen FCI-Unterorganisation RSCE anerkannt wird. Diese ordnet die Rasse der FCI-Gruppe 7, Sektion 1 zu.

## Herkunft und Geschichtliches
Schon Goya und Velásquez sollen den Pachón Navarro erwähnt haben. Im 18. und 19. Jahrhundert erfreute er sich bei den Adligen höchster Beliebtheit. Zu Beginn des 20. Jahrhunderts wurde er immer seltener. Nach dem Spanischen Bürgerkrieg galt er fast als ausgestorben. Es ist einigen Freunden der Rasse zu verdanken, dass sie heute wieder mit einem guten Bestand vertreten ist. Diese drei fuhren 1979 2000 km quer durch Spanien um die Reste zusammenzusuchen. Die Rasse wurde vor kurzem von der RSCE (Real Sociedad Canina Española) anerkannt.

## Beschreibung
Das Fell ist kurz oder setterartig lang in den Farben lever/weiß oder orange/weiß. Der Kopf ist eher breit mit mittellangen, braunen Schlappohren. Die Hunde werden bis zu 57 cm groß und 33 kg schwer.

## Verwendung
Der Pachon Navarro ist ein Vorstehhund. Als Brackenrasse ist der Pachón ein guter Jagdgebrauchshund. Er eignet sich zum Suchen, Apportieren und Vorstehen.